# Nemesia cellicola
Nemesia cellicola är en spindelart som beskrevs av Jean Victor Audouin 1826. Nemesia cellicola ingår i släktet Nemesia och familjen Nemesiidae. Inga underarter finns listade i Catalogue of Life.